# Guirlande de Julie

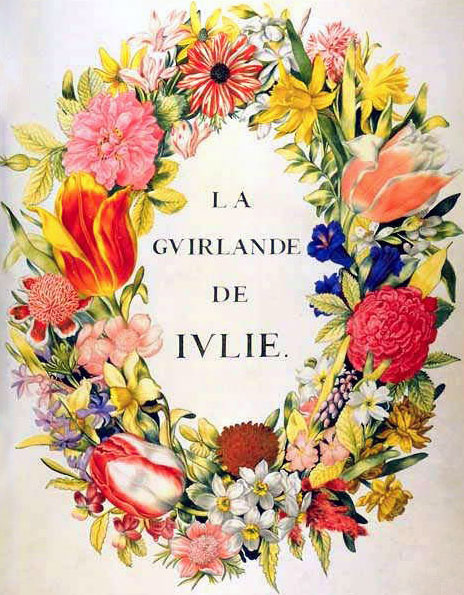
La Guirlande de Julie

La Guirlande de Julie est un célèbre manuscrit poétique français du XVIIe siècle conservé à la Bibliothèque nationale de France.

## Contexte
D'environ 1620 à 1645, c'est-à-dire l'époque de son apogée, le salon de l’hôtel de Rambouillet était le lieu de rendez-vous de nombreux gens de lettres, poètes et écrivains, gentilshommes et gens célèbres. L’un d’entre eux, Charles de Sainte-Maure, baron de Salles à l'époque, puis baron de Montausier en 1635, à la mort de son frère aîné, puis marquis de Montausier en 1644, lorsque la baronnie de Montausier fut érigée en marquisat, avant de devenir duché-pairie en 1664, tomba amoureux de Julie d'Angennes, lorsqu'il la vit la première fois en 1631. Julie d'Angennes, dite « l’incomparable Julie » et aussi « la divine Julie » ou  « Princesse Julie », était la fille de Charles d'Angennes et de Catherine de Vivonne, marquis et marquise de Rambouillet. 
Selon l'historienne Benedetta Craveri, c'est vraisemblablement pendant le siège de Casal (1630) que Charles de Sainte-Maure découvrit La guirlande de la comtesse Angela Maria Beccaria, recueil de madrigaux commandés par un habitant de la ville, Stefano Guazzo (1530-1593), à divers auteurs et dédiés à une noble dame. Décidant, pour charmer la jeune femme qui était l’objet de son admiration et de son culte, de lui offrir  un ouvrage surpassant tout ce qui pouvait se voir alors de plus singulier et de plus délicat en galanterie, il eut l’idée de demander aux habitués du salon de Catherine de Vivonne, parmi lesquels les gens de lettres et quelques beaux-esprits de ses amis Georges de Scudéry, Desmarets de Saint-Sorlin, Conrart, Chapelain, Racan, Tallemant des Réaux, Robert Arnauld d'Andilly, père et fils, Isaac Arnauld de Corbeville, Arnauld de Briottes, le capitaine Montmor et son cousin, l’abbé Habert, Colletet, Claude Malleville, Philippe Habert, le chevalier de Méré, Antoine Godeau, dit le nain de Julie, Pinchesne, peut-être Pierre Corneille et le marquis de Rambouillet, d’écrire des poésies où chaque fleur chanterait les louanges de Julie. Il en résulta un des manuscrits les plus extraordinaires du XVIIe siècle et un des points culminants de la société des Précieuses.
Charles de Sainte-Maure commença, en 1638, à composer les madrigaux dont l’ensemble devait former tout un livre à la louange de Julie. Lui-même en composa seize, dont la Tulipe flamboyante :
Permettez-moi, belle Julie, 
De mêler mes vives couleurs
À celles de ces rares fleurs
Dont votre tête est embellie :
Je porte le nom glorieux
Qu’on doit donner à vos beaux yeux
On a surtout cité le quatrain de Desmarets sur la Violette dont la conclusion : 
Franche d'ambition, je me cache sous l'herbe,
Modeste en ma couleur, modeste en mon séjour,
Mais si sur votre front je me puis voir un jour,
La plus humble des fleurs sera la plus superbe,
était celle de la plupart des madrigaux. Ainsi, celle de la Tulipe, de Corneille, se termine ainsi : 
Pour trône donne-moi le beau front de Julie ;
Et si cet heureux sort à ma gloire s’allie,
Je serai la reine des fleurs.

## Description
Le texte fut alors calligraphié sur vélin, en ronde, avec une admirable perfection par le célèbre calligraphe Nicolas Jarry et la fleur citée dans chaque poème peinte par Nicolas Robert, le même qui commença le Recueil des vélins de la Bibliothèque du roi et les gravures pour le Mémoire sur l'Histoire des plantes pour l'Académie royale des sciences, sous la direction de Denis Dodart. Le manuscrit comprenait 90 feuillets in-folio. Après le titre, venaient trois feuillets de garde, suivis du faux-titre formé par une guirlande de fleurs au centre de laquelle étaient écrits ces mots : la Guirlande de Julie. Trois autres feuillets blancs séparaient ce frontispice d’une seconde miniature qui représentait Zéphyre tenant une rose de la main droite et, de la gauche, une guirlande de vingt-neuf fleurs. Parmi les autres feuillets, vingt-neuf portaient chacun une fleur peinte en miniature ; les autres présentaient un ou plusieurs madrigaux relatifs à chaque fleur. Les madrigaux étaient au nombre de soixante-deux. La reliure, en maroquin rouge, avec les lettres J et L enlacées, était l’œuvre de Le Gascon, l’un des plus habiles relieurs français.

## Extrait
La Fleur de Grenade, par Arnauld de Briottes
D’un pinceau lumineux, l’astre de la lumière
Anime mes vives couleurs,
Et régnant sur l’Olympe en sa vaste carrière,
Il me fait régner sur les fleurs.
Ma pourpre est l’ornement de l’empire de Flore :
Autresfois je brillay sur la teste des roys
Et le rivage more
Fut sujet à mes loix.
Mais méprisant l’éclat dont je suis embellie,
Je renonce aux flambeaux des cieux,
Et viens, ô divine JULIE,
Adorer tes beaux yeux
Pour vivre par leurs feux d’une plus noble vie.
Je viens par une belle ardeur
À la honte du ciel achever ta grandeur :
Il te devoit une couronne
Et moi, je te la donne !

## Destinée du manuscrit et republication

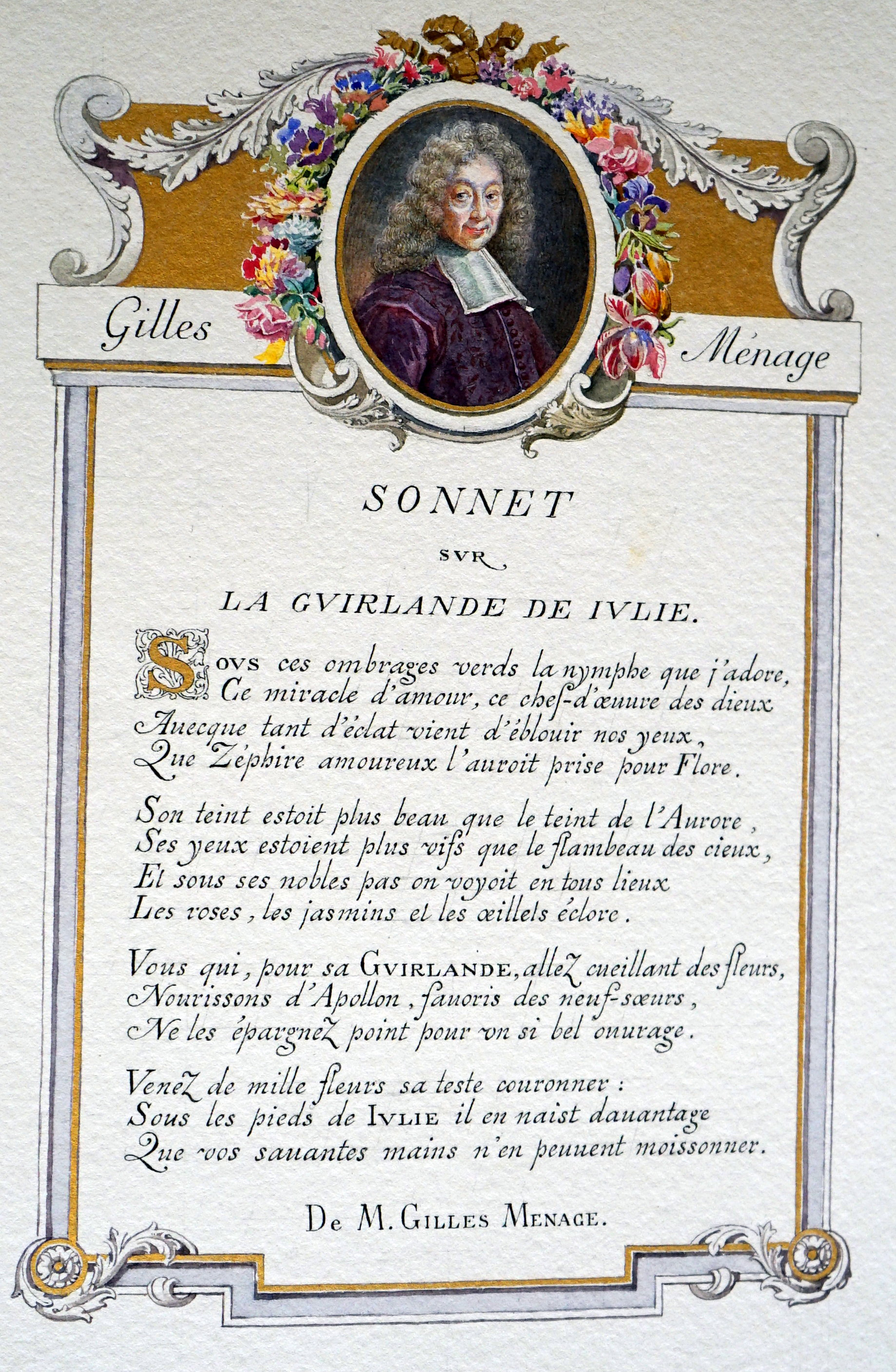
Exemplaire manuscrit et décoré par Eugène Auger pour Victor Diancourt, bibliothèque Carnegie (Reims).

Après la mort du duc de Montausier, qui survécut dix-neuf ans à sa femme, ce précieux volume passa à leur fille, la duchesse de Crussol-d’Uzès, et fut possédé plus tard par le duc de La Vallière. Lors de la vente de la bibliothèque de ce dernier, il fut acheté 14 500 livres par des Anglais, puis racheté par la fille du duc de La Vallière. Il fut enfin acquis par la comtesse Martine de Béhague (1869-1939) puis détenu par ses héritiers le marquis et les comtes de Ganay, ses derniers propriétaires privés qui le cédèrent à l'État. Le manuscrit est actuellement conservé au département des manuscrits de la Bibliothèque nationale de France. Jarry fit, du même manuscrit, une copie en bâtarde se composant de 40 feuillets in-−8° qui ne contient que les madrigaux, sans peintures. Elle a été payée dans des ventes successives : 406 fr., 622 fr. et 250 fr. Un troisième manuscrit, moins remarquable, a figuré à la vente Debure. Le texte de la Guirlande de Julie fut publié pour la première fois en 1729, mais plusieurs poèmes avaient déjà paru dans divers recueils. Il fut ensuite réimprimé plusieurs fois (Paris, 1794, in-−8° ; 1818, in-18 ; 1824, in-18, avec figures coloriées).
Le manuscrit original orné par Nicolas Jarry est conservé au département des manuscrits de la Bibliothèque nationale de France (Nouvelles acquisitions française [NAF], 19735). Il a été numérisé par les services de la bibliothèque et est consultable en ligne.